# Freeter

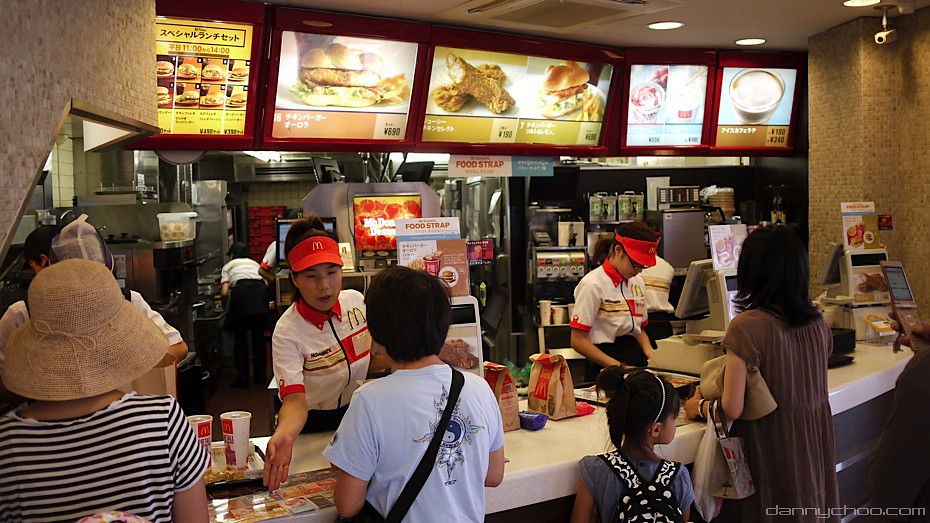
Gyorsétterem Japánban. A kiszolgáló személyzetet gyakran részmunkaidős dolgozók alkotják

A freeter (japán írásjegyekkel: フリーター, furītā) egy japán kifejezés azokra az emberekre, akiknek nincs teljes munkaidős állása vagy munkanélküliek, kivéve a háziasszonyokat és a diákokat. A freeterek átlagéletkora a 15 és 34 év közötti tartományba esik.
A freetereket alulfoglalkoztatottként is jellemezhetjük. Ezek az emberek nem kezdenek karriert a középiskola vagy az egyetem után, hanem alacsony fizetésű munkákból keresnek pénzt.
A freeter vagy freeta szó feltehetően az angol free (vagy talán freelance) és a német Arbeiter ("munkás") szó szóösszerántása. Az arubaito japán jövevényszó a német Arbeiter, és talán az Arbeit ("munka") szóból. Mivel a második világháború előtt a japán egyetemeken a német nyelvet (az angollal együtt) használták, különösen a tudomány és az orvostudomány területén, az arubaito a diákok körében elterjedt az egyetemi hallgatók részmunkaidős munkájának leírására.
Ezt a kifejezést a részmunkaidős munka magazin From A szerkesztője, Michishita Hiroshi alkotta meg 1987-ben, és a "szabad" dolgozó ábrázolására használták, aki kevesebb órát dolgozik, a ledolgozott órák után kapja a fizetését a havi fizetés helyett és nem kapja meg a rendes teljes munkaidős dolgozók juttatásait (szabadságpénz, táppénz, prémiumpénz, fizetett szabadság...).
A kifejezés jelentése pozitívról negatívra váltott, miután a japán gazdaság gazdasági buborékja kipukkadt, ami recessziót eredményezett az 1990-es években. Az 1980-as években a kifejezés pozitív értelemben jelentette a szabadságot, hogy más alternatív foglalkoztatási lehetőségeket keressenek a szórakozás érdekében, amikor Japánban a gazdaság virágzott, sokféle munkalehetőséggel. Az 1990-es és 2000-es években a kifejezés negatív konnotációra váltott, és a Freetereket a társadalomra nehezedő tehernek tekintették.